# Hotchkiss School
Die Hotchkiss School ist eine der renommiertesten und wohlhabendsten High Schools der USA. Sie hat ihren Sitz in Lakeville im Bundesstaat Connecticut.
Sie wurde 1891 auf Betreiben des damaligen Präsidenten der Yale-Universität, Timothy Dwight V, von Maria Harrison Bitchell Hotchkiss gegründet. Seit 1974 werden auch Mädchen zu der ursprünglichen Jungenschule zugelassen. Der Campus umfasst etwa 2,2 km² (545 Acres), ist malerisch zwischen zwei Seen gelegen und zum Teil bewaldet. Er umfasst auch einen im Jahr 2002 eröffneten Sportkomplex und einen Golfplatz.
Im Schuljahr 2019/20 zählt die Schule 600 Schüler, davon 16 % Ausländer. 96 % der Schüler leben auf dem Schulgelände (Internat), die übrigen besuchen die Schule nur tagsüber.
Um die 52.240 US-Dollar Schulgeld pro Jahr (61.440 Dollar inklusive Unterbringung im Internat; beides Stand 2019) aufzubringen, erhalten etwa 33 % der Schüler finanzielle Hilfe von der Schule, insgesamt etwa 10,12 Millionen US-Dollar. 72 % der 156 Lehrer haben einen Studienabschluss jenseits des Bachelors, was in den USA für Lehrer nicht notwendig ist.
Etwa 10 % des jährlichen Budgets wird durch Spenden der ehemaligen Schüler (alumni) gedeckt, beispielsweise vom 1. Juli 2003 bis zum 30. Juni 2004 wurden dafür 3.295.966 US-Dollar gespendet. Das Budget wird außerdem aus den Erträgen des Stiftungsvermögens (endowment) von 483,4 Millionen Dollar finanziert.

## Alte Sprachen
Es werden Latein und Altgriechisch unterrichtet.

## Bekannte Alumni
- John G. Avildsen, (1935–2017), Regisseur (u. a. Rocky und Karate Kid)
- Jonathan Bush, ein Onkel des US-Präsidenten George W. Bush
- Walter P Chrysler, Jr, Industrieller, Sohn von Walter Chrysler
- Herbert Dow, Gründer der Dow Chemical Company
- Charles Edison, Gouverneur von New Jersey, Sohn Thomas Edisons
- Edsel Ford Präsident der Ford Motor Company, Sohn Henry Fords
- Henry Ford II Präsident der Ford Motor Company
- Varian Fry, Journalist und Widerstandskämpfer
- Porter Goss, Director of the CIA
- Alfred Whitney Griswold Präsident der Yale-Universität
- Ernest Gruening Gouverneur von Alaska, Senator
- Briton Hadden Mitgründer des Time Magazine
- John Hammond, Musikproduzent (entdeckte u. a. Bob Dylan und Bruce Springsteen)
- John Hersey, Schriftsteller und Pulitzer-Preisgewinner
- Allison Janney, Schauspielerin, Gewinnerin eines Emmy Award
- Lawrence M. Judd, Gouverneur von Hawaii
- Lewis H. Lapham, Herausgeber des Harper’s Magazine
- Winston Lord, US-Botschafter in der Volksrepublik China 1985–1989
- Henry Luce, Mitgründer des Time Magazine
- Archibald MacLeish Dichter, Poet Laureate, Pulitzer-Preisträger
- Paul Nitze, Marineminister
- Clark T. Randt, Jr., US-Botschafter in der Volksrepublik China 2001–2009
- Tom Reiss, Buchautor und Journalist
- Dickinson W. Richards, Nobelpreisträger
- William Warren Scranton, Gouverneur von Pennsylvania, US-Botschafter bei den Vereinten Nationen
- Harold Stanley, Gründer von Morgan Stanley
- Potter Stewart, Richter des Supreme Court
- John L. Thornton Präsident von Goldman Sachs
- Charles Yost US-Botschafter bei den Vereinten Nationen